# Il mio amico Huck
Il mio amico Huck (ハックルベリー・フィン物語?, Hakkuruberī Fin monogatari, lett. "La storia di Huckleberry Finn") è un anime prodotto nel 1991 da Enoki Films in 26 episodi, ispirato ai romanzi per ragazzi Le avventure di Tom Sawyer e Le avventure di Huckleberry Finn dello scrittore statunitense Mark Twain. È stato trasmesso in Giappone dal network NHK a partire dall'agosto 1994. In Italia, la serie animata è approdata per la prima volta nel 1992 da Canale 5 e nel giugno del 1996 alle 8 del mattino su Italia 1. È stato trasmesso a distanza di molti anni nel 2014 su Boing.

## Trama
Huck è un ragazzino vagabondo che decide di rimaner a vivere, dopo molto girovagare, nella cittadina di St. Petersburg a seguito dell'amicizia fatta con i coetanei abitanti del luogo Tom e Jim. In seguito, però, volendo aiutare Jim a raggiungere l'ospedale di Cairo in cui è ricoverata la madre di quest'ultimo sceglie di partire con lui per accompagnarlo.
Per riuscire nell'impresa dovranno così impegnarsi a ridiscendere, in una zattera da loro costruita, il grande fiume Mississippi ed affrontare vari imprevisti e difficoltà che rallenteranno notevolmente il loro viaggio.

## Personaggi
Huckleberry (Huck) Finn
Orfano di madre, il padre pare averlo abbandonato. Vive come un vagabondo in solitudine, ma perfettamente felice senza che alcuno gl'imponga regole o doveri, nei dintorni della cittadina di St. Petesburg. Un tipo intelligente e spiritoso.
Thomas (Tom) Sawyer
Capo della banda dei ragazzini della città e grande amico e compagno d'avventure di Huck. Vive con la zia Polly e l'odiatissimo fratellastro Sid.
Jim Hollis
Il ragazzo nero della compagnia di Tom e futuro compagno di viaggio di Huck. A S. Petesburg vive con la vedova Douglas che l'ha preso con sé come fosse suo nipote.
Luck
Il bastardino trovato da Huck solo ed abbandonato e subito da questi adottato; sarà suo fedele compagno d'avventure lungo tutto il corso della storia.
Becky Thatcher
Compagna di scuola di Tom, verso cui il ragazzino sembra provar una forte cotta.
Amy Lawrence
Altra bambina a cui Tom fa la corte.
George Harper
Compagno di scuola e rivale di Tom. Figlio di un commerciante, cerca di conquistare le attenzioni e l'affetto di Becky a discapito di Tom.
Ben Rogers e Bill Fisher
Compagni di gioco di George e suoi alleati contro Tom.
Sid
Fratellastro di Tom. Più giovane di lui è dispettoso e spione.
Zia Polly
Ospita Sid e Tom nella propria abitazione.
Vedova Douglas
Una gentile signora anziana benestante; è la vedova di un magistrato. Si prende a cuore il futuro e l'educazione di Huck.
Mister Joe
Un pericoloso criminale ricercato dallo sceriffo. Assieme al vecchio complice vuole a tutti i costi vendicarsi contro la vedova Douglas, il cui marito è stato il giudice che l'ha condannato. Ha un sacro terrore dei topi.
Miss Julie Watson
La giovane nipote della vedova Douglas, una bella ragazza che fa l'insegnante privata. Sa essere severa, quando occorre, ma anche affettuosa e disponibile.
Padre di Huck
Un imbroglione incallito ed irresponsabile. Dopo aver abbandonato Huck per andare in cerca di fortuna alle miniere d'oro, saputa della ricchezza improvvisa caduta tra le mani del figlio torna per impossessarsene. Cerca d'approfittar anche ripetutamente del buon cuore della vedova Douglas.
Giudice Edward Thatcher
Magistrato della cittadina e padre di Becky. Amministra assieme alla vedova Douglas il tesoro di Tom e Huck.

## Sigle
- Sigla iniziale giapponese

"Moment", testo di Ikuko Tobari, musica di Takaaki Yasuoka, arrangiamento di Keiichi Tomita, interpretata da Shiko
- Sigla finale giapponese

"Paradise in Your Eyes", musica di Shinya Naito, arrangiamento di Teruhiko Matsumoto, interpretata da Shiko
- Sigla iniziale e finale italiana

"Il mio amico Huck", testo di Alessandra Valeri Manera, musica di Carmelo Carucci, interpretata da Cristina D'Avena. La sigla italiana è incisa nella compilation Fivelandia 10 del 1992. La videosigla versione karaoke è stata pubblicata nella vhs "Cantiamo con Cristina, un mondo di amici" nel 1993.

## Doppiaggio
Il doppiaggio italiano è stato eseguito presso lo Studio P.V.
| Personaggi           | Voce giapponese  | Voce Italiana    |
| -------------------- | ---------------- | ---------------- |
| Huckleberry Finn     | Yōko Matsuoka    | Paolo Torrisi    |
| Jim                  | Chie Satō        | Marina Massironi |
| Thomas Sawyer        | Shinobu Adachi   | Davide Garbolino |
| Becky Thatcher       | Kumiko Nishihara | Adriana Libretti |
| Vedova Douglas       | Mari Nakamura    | Lia Rho Barbieri |
| Charlotte Grangeford | Mika Kanai       | Lara Parmiani    |
| Padre di Huck        | Mizuku Tamachi   | Pietro Ubaldi    |

## Episodi
La serie animata è stata prodotta nel 1991 in 26 episodi, trasmessi in Giappone dal 1994 al 1995. Dall'episodio 15 al 23 della numerazione originale Mediaset ha mischiato l'ordine cronologico della serie.
| Nº Ja | Nº It | Titolo italiano Giapponese 「Kanji」 - Rōmaji | In onda           | In onda |
| Nº Ja | Nº It | Titolo italiano Giapponese 「Kanji」 - Rōmaji | Giapponese        |         |
| 1     | 1     | Huck e Tom 「ハックとトム」 - hakku to tomu | 26 agosto 1994    |         |
| 1     | 1     | Huck è un ragazzino di strada che vive di espedienti abbandonato a se stesso; dopo esser stato accusato d'aver rubato una mela, viene protetto dall'affabile signora Douglas. Incontrato poi sul suo cammino il coetaneo Tom, che si sta recando a scuola, è subito sfida: dopo diversi pareggi nelle gare intraprese di corsa, di nuoto e nel trattener il respiro - per vedere chi dei due è il migliore - finiscono col far amicizia. Huck quella notte dorme all'interno di un albero cavo in compagnia di un cagnolino randagio che ha battezzato col nome di Luck. |                   |         |
| 2     | 2     | Huck fa una capanna 「ハック、小屋をつくる」 - hakku, koya wotsukuru | 2 settembre 1994  |         |
| 2     | 2     | Ad Huck viene l'idea di costruirsi una capanna tra i rami di un grande albero. Aiutato da Tom e Jim iniziano alacremente a darsi da fare ma, dopo aver fatto una buona scorta di assi di legno, vengono a scarseggiare i chiodi. Il padre di George, che possiede un negozio in città, quando s'accorge che gli è sparita una scatola di chiodi accusa Huck di essere un ladro, oltre che un bugiardo matricolato: in realtà vero colpevole è il figlio il quale confessa. A questo punto l'uomo manda George a regalare ad Huck i chiodi che gli servono; il ragazzo può in tal modo completare la costruzione della propria casa sull'albero. |                   |         |
| 3     | 3     | La casa dei fantasmi 「ハック、幽霊屋敷に行く」 - hakku, yūrei yashiki ni iku | 9 settembre 1994  |         |
| 3     | 3     | Huck prosegue come sempre la sua esistenza quotidiana, facendosi pagare i pesci che pesca coi generi di prima necessità di cui abbisogna; mentre To si mette nei guai provando a fidanzarsi contemporaneamente sia con Becky che con Amy.. Essendogli venute delle verruche sul sedere, Jim insegna ad Huck un rituale per farle andar via; deve però recarsi al cimitero a mezzanotte, e qui assiste all'aggressione da parte di Joe dello sceriffo. In seguito, sfidandosi ad una gara di coraggio George propone a Tom e ai suoi amici di recarsi quella sera stessa alla grande casa abbandonata: vi trovano nascosti proprio Joe e il suo complice. Riusciti per il rotto della cuffia a darsela a gambe levate, giurano di non farne parola con nessuno. |                   |         |
| 4     | 4     | È arrivato il circo 「ハック、サーカスに行く」 - hakku, sakasu ni iku | 16 settembre 1994 |         |
| 4     | 4     | Avendo saputo che il circo è appena giunto in città, Huck e Tom non riescono a trattenersi dall'andar a dare un'occhiata; s'intrufolano così dentro ai tendoni, fino a quando non ne vengono cacciati in malo modo dal proprietario. La vedova Douglas ha intanto fatto invitare da Jim a cena da loro Huck; il ragazzo non riesce però a presentarsi a causa dell'incontro fatto per strada con Joe. A scuola Tom s'incolpa di una marachella commessa in realtà da Becky e viene per questo al posto suo preso a frustate dal maestro; nel frattempo il direttore del circo, notate le notevoli capacità acrobatiche di Huck, lo assume come clown. Durante lo spettacolo, scoperto che Joe sta attentando alla vita della vedova Douglas, Huck riesce a sventarne il losco piano. |                   |         |
| 5     | 5     | Caccia al tesoro 「ハック、宝探しする」 - hakku, takara sagashi suru | 23 settembre 1994 |         |
| 5     | 5     | Mentre stanno pescando, Huck e Jim recuperano una canoa abbandonata. Subito dopo il ragazzo vagabondo, assieme a Tom, intraprende una sfida contro la banda guidata da George; si dirigono così in direzione dell'isola di Jackson. Sbarcati cominciano l'esplorazione, ma vengono sorpresi da una tempesta che li blocca lì tutta la notte. Jim non ha potuto recarsi con loro in quanto doveva attendere il ritorno in traghetto della signora Douglas da una visita compiuta alla madre malata del ragazzo. Durante la perlustrazione dell'isola Huck e Tom scoprono una capanna in mezzo alla fitta boscaglia e vi s'introducono; sotto al pavimento trovano un forziere stracolmo di monete d'oro: stanno per portarselo via quando giunge Joe assieme al complice. I ragazzi non vengono scoperti grazie ai topi che mettono in fuga Joe; l'altro bandito porta però via ai due novelli pirati il tesoro da loro rinvenuto.                                           |                   |         |
| 6     | 6     | Huck diventa milionario 「ハック、大金持ちになる」 - hakku, ooganemochi chininaru | 30 settembre 1994 |         |
| 6     | 6     | Huck scorge Mister Joe e il complice dirigersi verso un hotel e li pedina, assieme a Tom decide poi di tenerli costantemente sotto osservazione per scoprire finalmente dove tengano il tesoro ch'è stato loro sottratto. Provano anche ad introdursi nottetempo nella camera dei due uomini ma senza alcun apprezzabile risultato. Il maestro della scuola ha intanto programmato una gita alle grotte con tutta la classe e Tom, assieme a Becky, finisce con l'allontanarsi dal gruppo; spezzano il filo che s'erano portati dietro come indicatore di direzione e rimangono così smarriti all'interno dei cunicoli. Contemporaneamente Huck, saputo che il forziere con le monete d'oro è nascosto proprio all'interno delle grotte, accorre; dopo aver fatto arrestare il criminale i due amici recuperano il tesoro. |                   |         |
| 7     | 7     | Huck e il demone 「ハック、悪魔に取り憑かれる」 - hakku, akuma ni tori tsuka reru | 7 ottobre 1994    |         |
| 7     | 7     | La vedova Douglas, accolto nella propria abitazione il giovane Huck, prova ad insegnargli le buone maniere: lavarsi, vestirsi bene e mangiare con le posate. Infine, dopo aver messo al sicuro in banca il tesoro appartenente al ragazzo, pensando alla sua educazione decide ch'è giunto il momento per lui d'andare a scuola: coglie così l'occasione per invitar la nipote Julie, insegnante privata. Huck, che si era sognato l'arrivo di una vecchia e crudele strega, rimane alquanto sorpreso quando vede invece una bella ragazza gentile. In ogni caso essere costretti ad imparare la grammatica e l'aritmetica chiuso in casa non sembrano esser cose adatte a lui e tenta ripetutamente di sfuggire dalle grinfie dell'amorevole ma severa Julie la quale da parte sua prova invano di domare lo spirito ribelle di Huck. |                   |         |
| 8     | 8     | Huck scappa da casa 「ハック、家出する」 - hakku, iede suru | 14 ottobre 1994   |         |
| 8     | 8     | Gli amici fanno dei segnali di fumo ad Huck cosicché egli possa recarsi da loro a giocare ai pirati, ma al ragazzo viene impedito da Miss Watson di uscire prima d'aver terminato tutti i compiti di aritmetica. Mentre cerca di scappar di nascosto dalla finestra della cucina, dopo aver mangiato lo zucchero dalla dispensa ad Huck viene il mal di denti ma nasconde il fatto agli altri: Jim, che ha cercato d'aiutarlo passandogli le soluzioni degli esercizi, è preoccupato per lui vedendo che non riesce più a mangiare. Alla fine però le due donne vengono a sapere la verità ed Huck, che non vuole assolutamente andare dal dentista, scappa di casa; ma non riesce a resistere a lungo e, proprio nel momento in cui Miss Watson ha deciso di andarsene - crede difatti sia tutta colpa sua se Huck è scomparso - torna con una guancia gonfia ad implorar aiuto.                                                                                           |                   |         |
| 9     | 9     | Il padre di Huck 「ハックの親父現れる」 - hakku no oyaji araware ru | 21 ottobre 1994   |         |
| 9     | 9     | Il padre di Huck si ripresenta davanti al figlio; pur di riuscire ad impossessarsi dell'oro che appartiene di diritto al ragazzo, è pronto a ricorrere a qualsiasi mezzo, anche all'inganno, alla truffa ripetuta e al ricatto. Comincia così a bussare con sempre più frequenza alla porta della vedova Douglas per far richieste di denaro; nemmeno il giudice Teacher riesce a bloccarne le mire: anche Miss Watson ci prova ma senza alcun esito. Infine l'uomo convince Huck che quella vita agiata non fa per lui e lo trascina nella sua baracca in riva al fiume. Ma anche qui continua ad approfittare del buon cuore della vedova per spillargli quattrini; Tom e Jim provano ad aiutar l'amico facendolo fuggire dalle grinfie del padre ma Huck rifiuta. |                   |         |
| 10    | 10    | Il viaggio di Huck 「ハック、旅立つ」 - hakku, tabidatsu | 28 ottobre 1994   |         |
| 10    | 10    | Huck, in compagnia del suo fido Luck, pensa ad un modo per uscire dalla situazione in cui si trova; dopo aver raccolto una canoa abbandonata la nasconde, con l'intento di utilizzarla in seguito per andarsene via lontano. Il giorno seguente, dopo aver fatto credere al padre che vuole aiutarlo a farsi dare ancora denaro dalla vedova, mentre si stanno recando da lei in barca nel bel mezzo del fiume in piena finge di cadere in acqua. Il padre disperato si precipita a chiamar aiuto, ma tutto quel che si riesce a trovare sono i vestiti abbandonati del ragazzo. Huck, inscenato con successo il proprio annegamento, con la canoa s'è intanto rifugiato all'isola Jackson e qui si costruisce una grande e solida zattera; tornato un'ultima volta in paese scopre però che gli stanno celebrando il funerale: tutti si trovano riuniti in chiesa per piangerlo. Jim però incontra Luck e presto trova anche Huck; decidono così di andarsene via insieme. |                   |         |
| 11    | 11    | Huck diventa una ragazza 「ハック、女の子になる」 - hakku, onnanoko ninaru | 4 novembre 1994   |         |
| 11    | 11    | Ripescata una grossa borsa contenente dei vestiti da donna, ad Huck viene così l'idea di travestirsi da ragazze ed andar alle fattorie vicine a chiedere qualcosa da mangiare; un ragazzo assieme alla sorellina sta intanto fuggendo inseguito da un gruppo di uomini a cavallo. Dopo averli incontrati (la borsa caduta nel fiume era loro) Huck e Jim ne ascoltano la storia: sono i figli del padrone di un ranch di cui un criminale vuole entrare in possesso, loro stanno cercando di portare l'atto di proprietà al sicuro dalla zia. Gli inseguitori armati però li rintracciano ed ora tutti e quattro sono costretti a darsela a gambe via terra; Jim torna alla fattoria in cui s'era recato Huck travestito e chiede aiuto alla giovane donna proprietaria. Questa accorre a cavallo imbracciando un fucile; infine si scopre che proprio lei è la zia dei due piccoli fuggitivi.                                                                              |                   |         |
| 12    | 12    | Huck e il battello a vapore 「ハック、蒸気船に乗る」 - hakku, jōkisen ni noru | 11 novembre 1994  |         |
| 12    | 12    | Huck e Jim, per vendicarsi di un battello a vapore che ha gettato su di loro l'immondizia, salgono di nascosto a bordo per sgraffignare un po' di cibo; mentre stanno cercando le cucine incontrano però un ragazzo che si sta nascondendo come loro: scoperti tornano alla zattera. Il giovane vuole recuperare il suo orso, venduto dal padre a sua insaputa; tornano così tutti e tre sul battello con l'intento di liberar l'animale. Nuovamente scoperti, mentre stanno per esser catturati, appare il padre del ragazzo per restituire i soldi avuti per l'orso. L'uomo ha compreso d'aver fatto un torto al figlio, ma anche il ragazzo capisce una cosa: porta il suo caro amico orso in mezzo al bosco e qui lo lascia libero. |                   |         |
| 13    | 13    | Huck litiga con Jim 「ハック、ジムとケンカする」 - hakku, jimu to kenka suru | 18 novembre 1994  |         |
| 13    | 13    | Dopo aver litigato, Huck e Jim si separano; finiscono con l'esser entrambi ospitati da un vecchio cacciatore che li ha salvati da un branco di lupi affamati. Il mattino dopo, essendo la zattera scomparsa, devono entrambi aggirarsi nel bosco lungo la riva alla sua ricerca; notano così un lupo con l'orecchio mozzato assieme al suo cucciolo. Incappano in un gruppo di cacciatori alla ricerca dell'animale; anche il vecchio compare ed intavola con loro un'animata discussione a causa delle trappole e tagliole che hanno disseminato ovunque. Feritosi ad una gamba viene riaccompagnato alla capanna dai due ragazzi e qui, trovata una mappa dettagliata degli spostamenti del lupo, provano a catturarlo al posto del vecchio; incappano però nuovamente nei cacciatori e tutti dovranno esser aiutati proprio dal vecchio che, alla fine, vedendo il suo cucciolo, risparmia il lupo.                                                                      |                   |         |
| 14    | 14    | Huck in un brutto guaio 「ハック、嵐に遭う」 - hakku, arashi ni au | 25 novembre 1994  |         |
| 14    | 14    | Huck e Jim fanno la conoscenza di billy Sullivan, un ciarlatano venditore di finti collutori. L'uomo convince i due ragazzi a fargli da assistenti ma, giunti in città, vengono presto smascherati; messisi in salvo sulla zattera, Huck capisce che l'uomo è un medico: egli, dopo non esser riuscito a salvar la vita ad un paziente ha rinunciato alla professione. In seguito vengono a sapere che una donna sta cercando Billy, è sua moglie; il loro figlioletto ha l'appendicite e dev'esser operato al più presto. Sopra la zattera nel fiume in tempesta Huck infonde rinnovata fiducia e coraggio all'uomo il quale, giunto a casa appena in tempo, esegue con successo l'intervento sul bambino. |                   |         |
| 15    | 16    | La statuetta sacra 「ハック、難破船に遭う」 - hakku, nanpasen ni au | 2 dicembre 1994   |         |
| 15    | 16    | Huck è costretto da 3 ladri a ritrovare il bottino su un battello che può affondare da un momento all'altro. |                   |         |
| 16    | 17    | Bravo Huck 「ハック、迷子になる」 - hakku, maigo ninaru | 9 dicembre 1994   |         |
| 16    | 17    | Per saldare i debiti di Alan, Huck iscrive Luck ad una gara di corsa per cani. Ma un incendio rovinerà la gara. |                   |         |
| 17    | 15    | Il duello 「ハック、少女に振り回される」 - hakku, shōjo ni furimawasa reru | 16 dicembre 1994  |         |
| 17    | 15    | Huck e Jim vengono coinvolti nella lite tra due famiglie e dovranno fare in modo che nessuno resti ferito. |                   |         |
| 18    | 22    | Una tragedia a lieto fine 「ハック、キューピットになる」 - hakku, kyupitto ninaru | 23 dicembre 1994  |         |
| 18    | 22    | Arny e Sophie si amano, ma le loro famiglie sono contrarie. I due improvvisano una fuga d'amore anche a costo della loro vita. |                   |         |
| 19    | 18    | Huck si innamora 「ハック、恋をする?」 - hakku, koi wosuru? | 30 dicembre 1994  |         |
| 19    | 18    | Charlotte è innamorata di Huck, ma lui è troppo ottuso per capirlo e ferisce i sentimenti di Charlotte. |                   |         |
| 20    | 20    | Il circo 「ハック、大活躍する」 - hakku, daikatsuyaku suru | 6 gennaio 1995    |         |
| 20    | 20    | Sam è rimasto orfano; Jim si sente solidale col ragazzo e decide di aiutarlo trovandogli lavoro come cavallerizzo. |                   |         |
| 21    | 23    | Huck incontra il re 「ハック、王様に会う」 - hakku, ōsama ni au | 13 gennaio 1995   |         |
| 21    | 23    | Huck e Jim si fanno raggirare da due imbroglioni aiutandoli nel trucco del falso gioiello conteso ed in una recita improvvisata. |                   |         |
| 22    | 19    | Lo zio Harvey 「ハック、王様の化けの皮をはぐ」 - hakku, ōsama no bake no kawa wohagu | 3 febbraio 1995   |         |
| 22    | 19    | Per intascarsi una cospicua eredità il re ed Huck agiscono sotto falso nome, ma alla fine verranno scoperti. |                   |         |
| 23    | 21    | Sogno o realtà 「ハック、団長に再会する」 - hakku, danchō ni saikai suru | 10 febbraio 1995  |         |
| 23    | 21    | Huck vive un'esperienza da vero eroe con fate in pericolo, unicorni e demoni da sconfiggere. |                   |         |
| 24    | 24    | Huck e il treno 「ハック、汽車に乗る」 - hakku, kisha ni noru | 17 febbraio 1995  |         |
| 24    | 24    | Per sventare un furto Huck sale su un vagone, ma ad ostacolarlo c'è il capotreno che lo insegue ovunque. |                   |         |
| 25    | 25    | Huck cambia nome 「ハック、新しい名前になる」 - hakku, atarashi i namae ninaru | 24 febbraio 1995  |         |
| 25    | 25    | Con l'aiuto del cugino Eddy, Tom ritrova Huck e Jim e per non essere scoperti cercano di imbrogliare gli zii di Tom. |                   |         |
| 26    | 26    | Huck, Jim e Tom 「ハックとジム、そしてトムと」 - hakku to jimu, soshite tomu to | 3 marzo 1995      |         |
| 26    | 26    | La madre di Jim si fa operare e guarisce, Tom e Huck partono alla ricerca di nuove avventure. |                   |         |

## Altre trasposizioni anime
L'animazione giapponese si è dedicata ad altre trasposizioni delle opere di Mark Twain:
- Le avventure di Huckleberry Finn (Huckleberry no Bouken), prodotto dal Group TAC in 26 episodi nel 1976, ulteriore trasposizione del romanzo "Le avventure di Huckleberry Finn"
- Tom Story (Tom Sawyer no Bōken), prodotto dalla Nippon Animation in 49 episodi nel 1980, ispirato al romanzo precedente, "Le avventure di Tom Sawyer".